# Pagellus
Pagellus es un género de peces perciformes de la familia Sparidae.

## Especies
Se reconocen las siguientes especies:
- Pagellus acarne
- Pagellus affinis
- Pagellus bellottii
- Pagellus bogaraveo
- Pagellus erythrinus
- Pagellus natalensis